# Ruediger Schache

Ruediger Schache

Ruediger Schache (n. 1963) este un scriitor german.
După ce a studiat administrarea afacerilor și psihologie, Ruediger Schache a petrecut unsprezece ani ca șef de publicitate și relații publice într-una din întreprinderile industriale cele mai de succes din Germania. Apoi a devenit un jurnalist și autor independent.
A urmat o serie de cursuri și a trecut printr-o serie de ceremonii de inițiere în cursul numeroaselor călătorii în Mexic și Asia și în timpul unei șederi de doi ani la un centru de vindecare din Brazilia.
În prezent (2025), Ruediger Schache continuă să fie activ ca autor, coach și speaker în domeniul dezvoltării personale și spirituale. Pe contul său de Instagram, se descrie ca „Coach, Seminarleiter, Weisheitslehrer und Bestsellerautor für Sachbücher und Romane” (coach, lider de seminare, învățător de înțelepciune și autor de bestselleruri pentru cărți de non-ficțiune și romane).

## Scrieri

### Educative
- Das Sydneysystem, Editura Schneekluth, München, 1994, ISBN 3795113598 ; ISBN 9783795113599
- Fragen, die das Herz bewegen: Außergewöhnliche Menschen im Interview über Glück, Lebenssinn, Erfolg, persönliche Träume und globale Visionen, Editura Via Nova, 2005, ISBN 3866160046 ; ISBN 9783866160040 (coautor: Jill A. Möbius)
- Das Geheimnis des Herzmagneten, Editura Nymphenburger, 2008, ISBN 3485011495 ; ISBN 9783485011495
- Der geheime Plan Ihres Lebens: Woher, wohin, warum?, Editura Goldmann, 2009 ; ISBN 3442338549 ; ISBN 9783442338542
- Die 7 Schleier vor der Wahrheit, Editura Nymphenburger, 2009, ISBN 3485011827 ; ISBN 9783485011822
- Das Gottgeheimnis - Die Reise Ihrer Seele durch die Schöpfung, Editura Goldmann, 2010, ISBN 3442338832 ; ISBN 9783442338832

### Romane, unele subpseudonimulRichard Wilder
- Das Sydney-System, ed. Schneekluth, München, 1994, ISBN 3-7951-1359-8
- Der Präsident und sein Engel Moers, Brendow, 2005, ISBN 3-86506-061-7
- Der Traumwanderer: Eddie Kramer und die Suche nach dem Buch der Träume (sub pseudonimul Richard Wilder), ed. Via Nova, Petersberg, 2005, ISBN 3-86616-003-8
- Meine wilden Jahre: Memoiren des Engels 002 (sub pseudonimul Richard Wilder), ed. Via Nova, Petersberg, 2006, ISBN 978-3-86616-035-4

### Apariții în română
- Secretul magnetului inimii (titlu original: Das Geheimnis des Herzmagneten, traducerea din limba germană de Miehs Cristian-Mihail), Editura Adevăr Divin, Brașov, 2010, ISBN 978-606-8080-37-6[3]
- Cele 7 văluri în calea adevărului (titlu original: Die 7 Schleier vor der Wahrheit, traducerea din limba germană de Miehs Cristian-Mihail), Editura Adevăr Divin, Brașov, 2012, ISBN 978-606-8080-77-2[4]